# Радна експлоатација
Радна експлоатација подразумева присвајање и искоришћавање туђег рада од стране власника средстава за производњу.
Жртве радне експлоатације могу бити особе свих старосних доби и социјалних група.
Неки од најчешћих видова радне експлоатације су:
- Кршење радничких права
- Трговина људима у сврху радне експлоатације
- Дечији рад

## Кршење радничких права
Кршење радничких права можемо посматрати као један од најчешћих видова радне експлоатације. Под кршењем радничких права подразумева се:
- Рад на црно
- Неплаћени прековремени рад
- Немогућност коришћења годишњег одмора
- Различита висина зарада за потпуно исти посао, нарочито често се јавља између зарада мушкараца и жена[1]

## Трговина људима у сврху радне експлоатације
Радна експлоатација је глобални проблем а најрањивије категорије људи су:
- Мигранти који су у потрази за послом
- Избеглице
- Деца

Области у којима се експлоатација најчешће дешава су:
- Пољопривреда
- Текстилна индустрија
- Угоститељство
- Грађевинарство

Радници који мигрирају унутар граница држава или преко граница у сврху запослења, лако постају жртве трговине људима због чињенице да траже запослење у другој држави, у непознатој околини, под условима који су често рестриктивни и неповољни.
Најчешће методе које се користе да би радник дошао у овакву ситуацију су:
- Врбовање путем обмане
- Врбовање злоупотребом тешког положаја
- Експлоатацијски услови рада
- Принуда на одредишту
- Злоупотреба тешког положаја на одредишту
- Злоупотреба уговора
- Намерно наметање незаконитих трошкова и дугова често уз подршку агенција за запошљавање и послодаваца у држави oдредишта[2]

## Дечији рад као вид радне експлоатације
Дечији рад је укорењен у сиромаштву и недостатку посла за одрасле који испуњава пристојне услове, као и у недостатку адекватне социјалне заштите и неуспеху образовног система који подразумева да сва деца похађају и заврше школу. Због своје посебне рањивости деца обично прођу кроз више типова експлоатације. Најчешће се изгладњују, ускраћује им се слобода кретања, одузима слобода избора и право на живот без насиља.